# Save the Tiger
Save The Tiger és una pel·lícula estatunidenca dirigida per John G. Avildsen, estrenada el 1973.

## Argument
Harry Stoner (Jack Lemmon), és un executiu d'una companyia de roba a prop de la ruïna. Com no hi ha manera legal de mantenir la seva empresa, Stoner considera incendiar el seu magatzem per al pagament de l'assegurança. L'incendi és acordat per Harry i el seu company, Phil Greene (Jack Gilford), un pare de família que observa la baixada de Harry. Aquesta última tasca es complica quan un client té un atac al cor als braços d'una prostituta anomenada Margo (Lara Parker) que Stoner li havia proporcionat.

## Repartiment
- Jack Lemmon: Harry Stoner
- Jack Gilford: Phil Greene
- Laurie Heineman: Myra
- Norman Burton: Fred Mirrell
- Patricia Smith: Janet Stoner
- Thayer David: Charlie Robbins
- William Hansen: Meyer
- Harvey Jason: Rico
- Liv Lindeland: Ula
- Lara Parker: Margo
- Ned Glass: Sid Fivush

## Producció i rebuda[calcitació]
La pel·lícula va ser escrita per Steve Shagan i dirigida per John G. Avildsen. Lemmon estava decidit a fer la pel·lícula, malgrat les seves limitades perspectives comercials, i així va renunciar al seu salari habitual i treballava per prima. La pel·lícula es va rodar en una seqüència després de tres setmanes d'assaig a Los Angeles, Califòrnia. Hi ha també una versió de Salvar el Tigre , per Shagan: el títol ve d'una campanya per salvar tigres en extinció a què Stoner contribueix. La pel·lícula va ser un fracàs econòmic a la taquilla, però als crítics i espectadors els va agradar l'actuació, guanyadora d'un Oscar, de Jack Lemmon com Stoner.

## Premis i nominacions[calcitació]

### Premis
- 1974. Oscar al millor actor per Jack Lemmon

### Nominacions
- 1974. Oscar al millor actor secundari per Jack Gilford
- 1974. Oscar al millor guió original per Steve Shagan
- 1974. Globus d'Or a la millor pel·lícula dramàtica
- 1974. Globus d'Or al millor actor dramàtic per Jack Lemmon
- 1974. Globus d'Or al millor actor secundari per Jack Gilford